# Fruit Heights
Fruit Heights és una població dels Estats Units a l'estat de Utah. Segons el cens del 2000 tenia 4.701 habitants.

## Demografia
Segons el cens del 2000, Fruit Heights tenia 4.701 habitants, 1.256 habitatges, i 1.120 famílies. La densitat de població era de 825 habitants per km².
Dels 1.256 habitatges en un 48,5% hi vivien nens de menys de 18 anys, en un 81,5% hi vivien parelles casades, en un 5,7% dones solteres, i en un 10,8% no eren unitats familiars. En el 9,6% dels habitatges hi vivien persones soles el 5,7% de les quals corresponia a persones de 65 anys o més que vivien soles. El nombre mitjà de persones vivint en cada habitatge era de 3,74 i el nombre mitjà de persones que vivien en cada família era de 4,02.
Per edats la població es repartia de la següent manera: un 35,1% tenia menys de 18 anys, un 12,3% entre 18 i 24, un 20,2% entre 25 i 44, un 24,2% de 45 a 60 i un 8,2% 65 anys o més.
L'edat mediana era de 29 anys. Per cada 100 dones de 18 o més anys hi havia 98,7 homes.
La renda mediana per habitatge era de 79.192 $ i la renda mediana per família de 82.459 $. Els homes tenien una renda mediana de 62.930 $ mentre que les dones 26.042 $. La renda per capita de la població era de 24.188 $. Entorn del 0,5% de les famílies i el 0,7% de la població estaven per davall del llindar de pobresa.

## Poblacions més properes
El següent diagrama mostra les poblacions més properes.